# Луцій Валерій Мессала Фрасея Пріск
Луцій Валерій Мессала Фрасея Пріск (лат. Lucius Valerius Messalla Thrasea Priscus; ? — 212) — державний та військовий діяч Римської імперії, консул 196 року.

## Життєпис
Походив з патриціанського роду Валеріїв. Свою кар'єру розпочав як триумвір Монетного двору. Згодом за часів імператора Марка Аврелія увійшов до колегії саліїв, у 178 році призначений військовим трибуном до II Допоміжного легіону у Нижній Паннонії. Служив під орудою Секста Квінтілія Кондіана.
Імператор Коммод призначив його квестором, увійшов до преторіанської гвардії, а потім імператорським легатом до провінції Белгіка, де Луцій Валерій провів перепис населення. Після вбивства Коммода у 193 році підтримав Септимія Севера. Останній призначив Луція очільником римських вершників. У 196 році став консулом, разом з Гаєм Доміцієм Декстером. У 197 році призначений начальником над річками та каналами провінції Італії. У 204 році був одним з 15 організаторів Вікових ігор. Після смерті Севера у 211 році підтримував його сина Гету. Тому після вбивства Гети Каракаллою вже на початку 212 року Луція Валерія було страчено за наказом нового імператора.